# Rostryggig busktyrann
Rostryggig busktyrann (Neoxolmis rubetra) är en fågel i familjen tyranner inom ordningen tättingar.

## Utseende
Rostryggig busktyrann är en fågel i vitt och rostrygg. Roströd rygg och streckad undersida gör den distinkt, förutom i ett litet område där den överlappar med liknande salinasbusktyrann. 

## Utbredning och systematik
Fågeln förekommer i västra Argentina (Mendoza till Santa Cruz), vintrarna till västra Uruguay. Den behandlas som monotypisk, det vill säga att den inte delas in i några underarter.

### Släktestillhörighet
Tidigare placerades arten i släktet Xolmis, men genetiska studier visar att arterna inte står varandra närmast. Rostryggig busktyrann står istället nära kastanjegumpad busktyrann (Neoxolmis rufiventris) och har därför flyttats över till Neoxolmis.

## Levnadssätt
Rostryggig busktyrann hittas i öppet landskap. Där ses den ofta sitta i busktoppar eller på småkvistar nära marken.

## Status och hot
Arten har ett stort utbredningsområde, men tros minska i antal, dock inte tillräckligt kraftigt för att den ska betraktas som hotad. Internationella naturvårdsunionen IUCN listar arten som livskraftig (LC).